# 麥肯齊鎮區 (北達科他州伯利縣)
麥肯齊鎮區（英語：McKenzie Township）是位於美國北達科他州伯利縣的一個鎮區。

## 地方資料
麥肯齊鎮區的面積為93.04平方千米，當中陸地面積為92.89平方千米，而水域面積為0.15平方千米。根據2010年美國人口普查的數據，當地共有人口88人，而人口密度為每平方千米0.95人。